# VMM-261
Marine Medium Tiltrotor Squadron 261 (VMM-261), přezdívaný „Raging Bulls“, je elitní letecká jednotka Námořní pěchoty Spojených států (USMC), specializující se na transportní operace s využitím konvertoplánů typu MV-22 Osprey.

## Historie a vývoj
Útvar VMM-261 byl původně aktivován 5. dubna 1951 jako Marine Helicopter Transport Squadron (HMR) 261 na základně MCAS Cherry Point v Severní Karolíně. V roce 1954 byla jednotka přesunuta na základnu MCAS New River, kde působí dodnes. V průběhu let došlo k několika přejmenováním a modernizacím, včetně přechodu na vrtulníky UH-34D a později na CH-46 Sea Knight. V roce 2008, po 42 letech služby s CH-46, přešla jednotka na moderní konvertoplán MV-22 Osprey, čímž se stala čtvrtou jednotkou USMC, která tento přechod provedla.

## Mise a operační nasazení

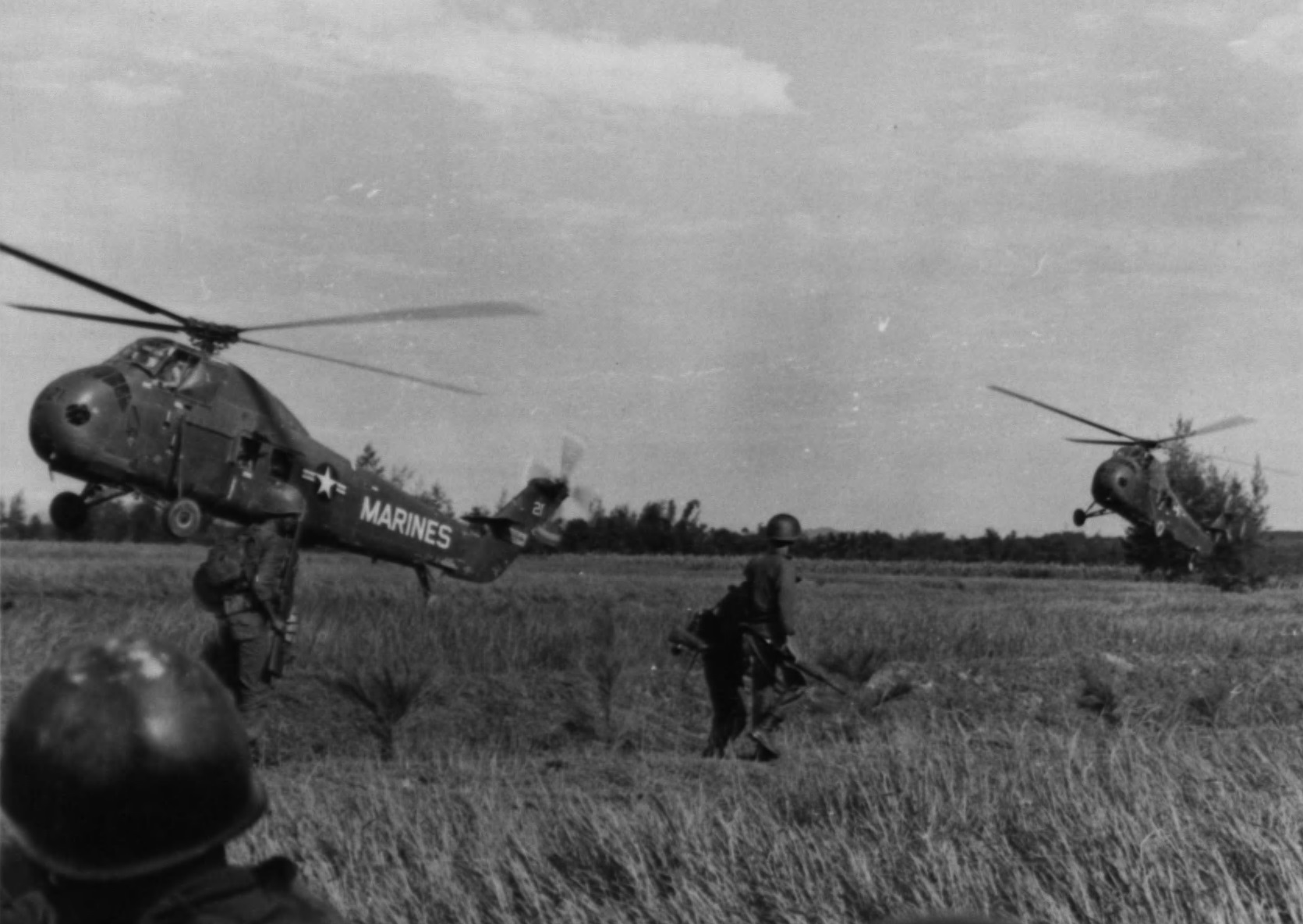
Vrtulníky UH-34 jednotky HMM-261 během operací ve Vietnamu, 1965

Hlavní misí VMM-261 je poskytování podpory při výsadkových operacích, přepravě bojových jednotek, materiálu a vybavení během amfibických operací a následných operací na pevnině. Jednotka pravidelně plní roli letecké bojové složky (ACE) v rámci různých misí Marine Air-Ground Task Force (MAGTF), které mohou zahrnovat konvenční úkoly podpory výsadků i speciální operace.
V průběhu své historie se VMM-261 účastnil řady významných vojenských operací, včetně:
- Válka ve Vietnamu: Jednotka byla nasazena na jihovýchodní Asii, kde poskytovala leteckou podporu a přepravu během konfliktu.
- Operace Urgent Fury (1983): Účast na invazi do Grenady, kde poskytovala klíčovou leteckou podporu při vylodění a následných operacích.
- Operace Desert Storm (1991): Podpora během války v Zálivu, včetně přepravy jednotek a materiálu.
- Operace Iraqi Freedom (2003–2011): Intenzivní nasazení v Iráku, kde jednotka plnila úkoly jako evakuace raněných, přeprava jednotek a materiálu, a podpora speciálních operací.
- Operace Enduring Freedom (2001–2014): Nasazení v Afghánistánu, včetně prvního nasazení MV-22 Osprey v této oblasti, kde jednotka poskytovala leteckou podporu a přepravu v náročných podmínkách.